# Памятники средневековой истории народов Центральной и Восточной Европы
«Памятники средневековой истории народов Центральной и Восточной Европы» (1957—1989) — советская книжная серия издательства «Наука». Серию составляли публикации исторических первоисточников Центральной и Восточной Европы. Серия издавалась с 1957 по 1989 год, в общей сложности было выпущено 17 томов.

## Состав серии

### 1957
- Феофилакт Симокатта. История / Пер. С. П. Кондратьева; отв. ред. Н. В. Пигулевская. — М.: Издательство АН СССР, 1957. — 224 с. — 3500 экз.

### 1959
- Две византийские хроники X века / Отв. ред. М. Я. Сюзюмов. — М.: Издательство восточной литературы, 1959. — 264 с. — 3000 экз.
  - Псамафийская хроника / Пер. А. П. Каждана. — С. 7—139.
  - Иоанн Камениата. Взятие Фессалоники / Пер. С. В. Поляковой, И. В. Феленковской. — С. 141—249.

### 1960
- Иордан. О происхождении и деянии гетов = Getica / Пер. Е. Ч. Скржинской; отв. ред. Е. А. Косминский. — М.: Издательство восточной литературы, 1960. — 436 с. — 1700 экз.

### 1961
- Галл Аноним. Хроника и деяния князей или правителей польских / Пер. Л. М. Поповой; отв. ред. В. Д. Королюк. — М.: Издательство АН СССР, 1961. — 172 с. — 1500 экз.

### 1962
- Византийская книга Эпарха / Пер. М. Я. Сюзюмова. — М.: Издательство восточной литературы, 1962. — 296 с. — 1300 экз.
- Козьма Пражский. Чешская хроника / Пер. Г. Э. Санчука; отв. ред. Л. В. Разумовская, В. С. Соколов. — М.: Издательство АН СССР, 1962. — 296 с. — 1500 экз.
- Лаврентий из Бржезовой. Гуситская хроника / Пер. В. С. Соколова; отв. ред. С. А. Никитин. — М.: Издательство АН СССР, 1962. — 331 с. — 1700 экз.
  - Переиздано: Лаврентий из Бржезовой. Гуситская хроника. — Рязань: Александрия, 2009. — 304 с. — ISBN 978-5-94460-081-3.

### 1963
- Гельмольд. Славянская хроника / Отв. ред. В. Д. Королюк. — М.: Издательство АН СССР, 1963. — 300 с. — 2500 экз.
  - Переиздано: Гельмольд из Босау. Славянская хроника // Адам Бременский, Гельмольд из Босау, Арнольд Любекский. Славянские хроники / Пер. Л. В. Разумовской. — М.: SPSL; Русская панорама, 2011. — С. 151—304. — ISBN 978-5-93165-201-6. (MEDIÆVALIA: средневековые литературные памятники и источники)

### 1965
- Анна Комнина. Алексиада / Пер. Я. Н. Любарского; отв. ред. А. П. Каждан. — М.: «Наука» (ГРВЛ), 1965. — 688 с. — 4000 экз.
- Эклога: Византийский законодательный свод VIII века / Пер. Е. Э. Липшиц. — М.: «Наука» (ГРВЛ), 1965. — 227 с. — 1000 экз.

### 1966
- Хроника Быховца / Пер. Н. Н. Улащика; отв. ред. М. Н. Тихомиров. — М.: «Наука», 1965. — 227 с. — 2000 экз.

### 1970
- Сказание о начале Чешского государства в древнерусской письменности: Сборник / Пер. А. И. Рогова; отв. ред. В. Д. Королюк. — М.: «Наука», 1970. — 128 с. — 2000 экз.

### 1972
- Советы и рассказы Кекавмена: Сочинение византийского полководца XI века / Пер. Г. Г. Литаврина; Изд. подг. Г. Г. Литаврин; отв. ред. М. Я. Сюзюмов. — М.: «Наука» (ГРВЛ), 1972. — 744 с. — 3200 экз.

### 1975
- Видукинд Корвейский. Деяния саксов / Пер. Г. Э. Санчука; отв. ред. В. Д. Королюк. — М.: «Наука», 1975. — 272 с. — 6400 экз.

### 1978
- Записки янычара: Написаны Константином Михайловичем из Островицы / Пер. А. И. Рогова; отв. ред. В. Д. Королюк. — М.: «Наука», 1978. — 136 с. — 100 000 экз.
  - Переиздано: Записки янычара: Написаны Константином Михайловичем из Островицы / Репринтное издание. — М.: Издатель А. Н. Вараксин, 2010. — 140 с. — ISBN 978-985-6929-79-6. (обл.)

### 1981
- Сказания о начале славянской письменности: Сборник / Пер. Б. Н. Флори; отв. ред. В. Д. Королюк. — М.: «Наука», 1981. — 199 с. — 30 000 экз.
  - Переиздано: Флоря Б. Н. Сказания о начале славянской письменности. — СПб.: Алетейя, 2004. — 384 с. — ISBN 5-89329-328-2.

### 1989
- Сикст из Оттерсдорфа. Хроника событий, свершившихся в Чехии в бурный 1547 год / Пер. А. И. Виноградовой, Г. П. Мельникова; отв. ред. Б. Н. Флоря. — М.: «Наука», 1989. — 134 с. — 2000 экз. — ISBN 5-02-009899-X.

## Редакционная коллегия
- Михаил Тихомиров (1957—1966), главный редактор (1957—1966)
- Евгений Косминский (1957—1959)
- Пётр Третьяков (1957—1975)
- Сергей Никитин (1957—1975)
- 3инаида Удальцова (1957—1989), главный редактор (1978—1989)
- К. А. Осипова (1960—1989)
- Владимир Королюк (1962—1963, 1966—1989), заместитель главного редактора (1972—1989)
- Сергей Сказкин (1970—1975), главный редактор (1970—1975)
- Александр Рогов (1970, 1978—1989), учёный секретарь (1978—1989)
- П. И. Жаворонков (1978—1989)
- Зинаида Самодурова (1978—1989)
- Борис Флоря (1978—1989)